# Friday to Sunday
«Friday to Sunday» (с англ. — «С пятницы по воскресенье») — песня австралийской электропоп группы Justice Crew. Она была выпущена в цифровом формате 17 декабря 2010 года как продолжение их дебютного сингла «And Then We Dance». Песня была написана Эрикой Нури, Грегом Оганом и Шридхаром Соланки. Она достигла 18-го места в ARIA Singles Chart и была сертифицирована дважды платиновой Австралийской ассоциацией звукозаписывающих компаний (ARIA). Сопутствующий музыкальный видеоклип на песню был снят Алексом Годдардом и показывает участников Justice Crew на вечеринке.

## История создания
«Friday to Sunday» была написана Эрикой Нури, Грегом Оганом и Шридхаром Соланки. Нури и Оган в основном известны по своей работе с командой авторов песен The Writing Camp, которые ранее писали, аранжировали и продюсировали треки для таких звёзд, как Джейсон Деруло, Келли Кларксон, Рианна, Флоу Райда, Бритни Спирс, Леона Льюис и Шон Кингстон. Эммануэль Родригес из Justice Crew сказал: «Когда мы впервые услышали трек, он мгновенно нашел отклик у команды. Песня о том, как проводить время с друзьями, выходить на улицу и наслаждаться выходными — и это именно то, что нам нравится делать, когда мы не работаем». «Friday to Sunday» была отправлена на австралийское современное хитовое радио 6 декабря 2010 года и стала пятой по популярности песней на австралийском радио неделю спустя. Песня была выпущена в цифровом формате 17 декабря 2010 года.

## Строчки в хит-парадах
26 декабря 2010 года «Friday to Sunday» дебютировал на 31-м месте в ARIA Singles Chart, где оставался две недели подряд. Он достиг пика на 18-м месте 16 января 2011 года. «Friday to Sunday» был сертифицирован Австралийской ассоциацией звукозаписывающих компаний (ARIA) как дважды платиновый, за продажу 140 000 цифровых копий.

## Клип
Музыкальное видео для песни было снято Алексом Годдардом и впервые представлено в сети 22 декабря 2010 года. Видео начинается с того места, где закончилась песня «And Then We Dance», показывая участников Justice Crew, покидающих подземную парковку. Когда остальные шесть участников уходят, Сэмсон, Лукас и Омар останавливаются, чтобы обсудить планы на вечеринку на ночь. После того, как они решили, что она начнется в десять часов, участники Justice Crew распространили новости о вечеринке, позвонив и отправив сообщения всем своим знакомым. Когда Джон и Ленни поют первый куплет, Justice Crew появляются в сетке три на три, похожей на начальную последовательность титров в ситкоме Семейка Брейди, где каждый участник, кроме Эммануэля, который спит, смотрит на себя в зеркало. Позже они приходят на вечеринку, за исключением Эммануэля, и начинают свою первую танцевальную последовательность на черно-белой напольной плитке. Эммануэль просыпается и понимает, что опаздывает на вечеринку, и пытается прибыть туда как можно быстрее. Пока Соло поет припев, участники Justice Crew, кажется, исполняют разные виды брейк-данса в центре круга, полного людей. Затем на вечеринку прибывает Эммануэль, и группа исполняет свой последний танцевальный номер вместе.

## Список композиций
- Digital download[1]

1. «Friday to Sunday» - 3:12

## Хит-парады и сертификация

### Хит-парады недели
| Чарт (2011)              | Высшая строчка |
| ------------------------ | -------------- |
| Australian Singles Chart | 18             |

### Хит-парады на конец года
| Чарт (2011)                      | Строчка |
| -------------------------------- | ------- |
| Australian Singles Chart         | 85      |
| Australian Artists Singles Chart | 8       |

### Сертификация
| Страна    | Сертификат  |
| --------- | ----------- |
| Австралия | 2× Platinum |